# Дом Ботинес
Дом Ботинес (кат. Casa Botines) — дом, спроектированный и построенный между 1891 и 1892 годами каталонским архитектором Антони Гауди и расположенный в городе Леон, столице одного из самых древних королевств Испании, провинции Леон.

## История
Дом Ботинес  - это один из трех проектов Антонио Гауди, которые были построены за пределами Каталонии. Два других - Епископский Дворец в Асторге, и вилла "Каприз" построены в Комильясе, в провинции Леон. Дом Ботинес расположен рядом с  Паласио-де-лос-Гусманес - резиденцией провинциального правительства Леона и  площадью Санто-Доминго - местом встречи между старым городом и расширением. Своё название Дом Ботинес получил по имени одного из основателей  коммерческого союза Хуана Хомса Ботинеса, в который также входили его партнёры Мариано Андрес Гонсалес-Луна и Симон Фернандес Фернандес. Сам Хуан Ботинес был бизнесменом  и занимался торговлей тканями. Первоначально Дом Ботинеса представлял собой коммерческий склад и особняк. 
В 1969 году Дом Ботинеса был  объявлен памятником культурного и исторического наследия. В 1996 году дом был полностью отреставрирован и сегодня в нём находится "Музей Гауди - дом Ботинес", которым управляет Социальный фонд Кастилии и Леона.

## Архитектура
Дом Ботинес принадлежит к неоготическому периоду в творчестве Гауди. Площадь участка, на котором построен  Дом Ботинеса составляет почти 2390,5 м². Строительство дома началось 4 января 1892 года и продолжалось  10 месяцев. По проекту Гауди здание  было возведено из необработанного гранита. Его трапецивидная планировка имеет четыре фасада: северный - 35,5 кв.м, южный - 28,5 кв.м, восточный 25 кв. м, и западный - 20 кв.м. Площадь  всего дома составляет 2 390,5 кв. м. У каждого входа своя цель: главный вход со стороны  Пласа-де-Сан-Марсело, вёл в магазин и офисы, которые расположены в мансардах и на первом этаже здания. На цокольном этаже располагались филиалы торговых фирм и склады;  боковые входы  вели к верхним этажам, на которых располагались жилые квартиры. Инженерное решение Гауди поражает своей грандиозностью и размахом. Несмотря на свой неоготический облик,  здание  построено с использованием самых современных, в то время, строительных технологий.
Для того, чтобы сохранить  для коммерческих нужд довольно большое открытое пространство на цокольном этаже здания были установлены железные колонны  с каменными капителями.  Под каждой колонной подложена каменная подушка, чтобы уменьшить силу давления верхних этажей и  обеспечить зданию устойчивость  и прочность.  Поскольку наружные стены здания являются самонесущими, то всю тяжесть верхних этажей принимают на себя колонны каркаса, на которые уложены стальные балки и несущие перегородки толщиной в один кирпич.  В здании расположены 365 окон,  по одному на каждый день года. Четырехскатную крышу, собранную из листов серого шифера и установленную под большим углом наклона венчают круглые башенки, расположенные по четырем углам здания.  Кровлю подобной конструкции архитектор использовал единственный раз, и только в проекте Дома Ботинес. Строители и архитекторы того времени сочли сомнительной концепцию Гауди  и резко критиковали его технологию строительства, но время показало безошибочность конструктивного решения Гауди.
Здание со всех сторон окружено рвом, засыпанным только около парадных. Над главным входом возвышается массивная чугунная фигура льва — символа города Леона, которая органично вписалась во внешний облик здания. 
15 ноября 1893 года монументальную арку главного входа украсила статуя Святого Георгия, повергающего дракона, выполненная мастерами Лоренцо Матамала и Антонио Канто.
В 1930 году новый собственник произвел перепланировку внутренних помещений  и уничтожил некоторые  первоначальные конструктивные элементы. Но в 1994 году при  реставрации здания были восстановлены все элементы, исключенные или измененные в предыдущие годы. Во время этой реставрации под статуей святого Георгия была обнаружена небольшая свинцовая туба, где лежали оригинальные чертежи проекта и документы, сделанные рукой Гауди, которые подтверждали короткие сроки строительства здания, а  также  значительно облегчили реставрационные работы.

## Интерьер
Интерьер здания разработан согласно оригинальной технической концепции Гауди. Первый этаж и в полуподвал представляют собой открытую планировку. Архитектор заменил традиционные несущие  каменные стены 28 литыми стальными колоннами диаметром 20 см, которые были изготовлены компанией «Игнасио Дамианс», получившей в 1888 году на Всемирной выставке в Барселоне золотую медаль за качество продукции. Внутренне пространство дома поделено на 96 модулей из которых 12 длинных и 8 коротких, тем самым образуя как-бы геометрическую сетку, которая позволяет сделать ровными стены, правильно расположить колонны, лестничные марши и световые террасы. Шесть световых двориков, попарно расположенных около лестничных клеток позволяют хорошо провертривать и освещать весь цокольный этаж. При такой планировке  достигается лучшее естественное освещение и  хорошая циркуляция воздуха. Опорные балки и стропила изготовлены из железа, котрые опираются на несущие внешние стены. Внутренних несущих стен в здании нет, поэтому сводчатый настил опирается на каменные капители. Наружние стены выложены каменными блоками в технике нерегулярной кладки - рустика, а для внутренней отделки стен Гауди использовал местный серо-коричневый гранит. Чугунное ограждение рва выполнено в виде хищных когтей по эскизам самого Гауди и изготовлено на одном из металлургических заводов г. Хихон.
Здание строили  опытные каменщики специально приглашённые из Каталонии под руководством Клауди Альсины, с которым Гауди вместе работали над Домом Висенса, а также и при возведении храма Саграда Фамилия в Барселоне. В команду строителей Дома Ботинес также входили мастера Антонио Канто и Мариано Падро ответственные за каменную кладку. Плотницкие  работы исполнены мастером Хуаном Коллом. Столярные работы выполнены барселонскими мастерами из мастерской фирмы Casas, Planas y Cía (Casas y Bardés); чугунные колонны были заказаны Хихосу де Игнасио Дамиансу, также из Барселоны. Входная дверь из кованого железа изготовлена также в барселонских мастерских Жоана Оньоса. Грузовой лифт, металлическая ограда и лестничные ограждения изготовлены в мастерских «Неслер, Равидара и К0», а декоративные потолки  и решетки окон Дома Ботинес выполнены в мастерских «Братьев Вилла».